# Tennessee Tornadoes
I Tennessee Tornadoes sono stati una franchigia di pallacanestro della WBA, con sede a Fayetteville, nel Tennessee, attivi nel 2011.
Terminarono la stagione al quinto posto, non qualificandosi per i play-off.

## Stagioni
| Stagione | Lega | Denominazione       | V | P | % | Piazzamento | Play-off |
| -------- | ---- | ------------------- | - | - | - | ----------- | -------- |
| 2011     | WBA  | Tennessee Tornadoes |   |   |   | 5º          | -        |